# József Deme
József Deme (n. 11 decembrie 1951, Szolnok, Județul Jász-Nagykun-Szolnok, Ungaria) este un caiacist ce a reprezentat Ungaria, medaliat olimpic. A participat la 3 ediții ale Jocurilor Olimpice (1972, 1976, 1980) în care a câștigat o medalie de argint.